# Enfermedades del sistema extrapiramidal
Las enfermedades del sistema extrapiramidal afectan al conjunto de vías y centros nerviosos del sistema extrapiramidal, el cual se extiende por fuera e independientemente del sistema piramidal o corticoespinal. Esta red interviene en la regulación de la motilidad involuntaria. Las lesiones ocurren a nivel de los ganglios de la base, tanto en el núcleo caudado como el núcleo lenticular. El ejemplo más característico de enfermedades extrapiramidales es la enfermedad de Parkinson.

## Signos y síntomas
El síndrome extrapiramidal se caracteriza por: 
1. Amimia
2. Actitud parkínsoniana
3. Marcha con el cuerpo inclinado hacia adelante, sin braceo y a pequeños pasos
4. Rigidez muscular (signo de la rueda dentada)
5. Temblor grueso en reposo.[2]

## Distonías
Se trata de movimientos extrapiramidales involuntarios lentos. Se diferencian dos tipos:
GeneralizadasDe origen congénito, son progresivas y aparecen en la infancia. Su tratamiento está basado en las benzodiacepinas y los anticolinérgicos.
No generalizadasLa más frecuente es la distonía focal cervical (o tortícolis espasmódica). Se dan en adultos y no progresan. Se tratan con inyecciones de toxina botulínica.
| GENERALIZADAS                      | NO GENERALIZADAS  |
| ---------------------------------- | ----------------- |
| Infantil                           | Adultos           |
| Congénita                          | Esporádica        |
| Benzodiazepinas y anticolinérgicos | Toxína botulínica |

## Coreas
- Corea de Sydenham o mal de San Vito: uno de los signos principales, y a veces el único de la fiebre reumática[3]
- Corea de Huntington
- Corea por fármacos o discinesia tardía